# Александропольская епархия
Александропольская епархия Эчмиадзинского патриархата Армянской Апостольской церкви (арм. Հայ Առաքելական եկեղեցու Կիլիկիայի պատրիարքության Ալեքսանդրապոլի թեմ) — упразднённая епископская епархия Армянской Апостольской церкви бывшая в составе Эчмиадзинского католикосата с центром в городе Александрополь (современный Гюмри).
Сегодня на территории упразднённой Александропольской епархии действует Ширакская епархия Армянской Апостольской церкви (на территории Республики Армения).

## История
В юрисдикцию Александропольской епархии входила территория Александропольского уезда Эриванской губернии Российской империи. По данным на 1911 год количество верующих Армянской Апостольской церкви — 200.000, общин — 147, а также верующих Армянской Католической церкви — 6.000 и армян-протестантов — 500.
Епархия имела 151 церквей.